# Sergei Youferov
 (janvier 2025).
La mise en forme du texte ne suit pas les recommandations de Wikipédia : il faut le « wikifier ».
Les points d'amélioration suivants sont les cas les plus fréquents. Le détail des points à revoir est peut-être précisé sur la page de discussion.
- Les titres sont pré-formatés par le logiciel. Ils ne sont ni en capitales, ni en gras.
- Le texte ne doit pas être écrit en capitales (les noms de famille non plus), ni en gras, ni en italique, ni en « petit »…
- Le gras n'est utilisé que pour surligner le titre de l'article dans l'introduction, une seule fois.
- L'italique est rarement utilisé : mots en langue étrangère, titres d'œuvres, noms de bateaux, etc.
- Les citations ne sont pas en italique mais en corps de texte normal. Elles sont entourées par des guillemets français : « et ».
- Les listes à puces sont à éviter, des paragraphes rédigés étant largement préférés. Les tableaux sont à réserver à la présentation de données structurées (résultats, etc.).
- Les appels de note de bas de page (petits chiffres en exposant, introduits par l'outil «  Source ») sont à placer entre la fin de phrase et le point final[comme ça].
- Les liens internes (vers d'autres articles de Wikipédia) sont à choisir avec parcimonie. Créez des liens vers des articles approfondissant le sujet. Les termes génériques sans rapport avec le sujet sont à éviter, ainsi que les répétitions de liens vers un même terme.
- Les liens externes sont à placer uniquement dans une section « Liens externes », à la fin de l'article. Ces liens sont à choisir avec parcimonie suivant les règles définies. Si un lien sert de source à l'article, son insertion dans le texte est à faire par les notes de bas de page.
- La présentation des références doit suivre les conventions bibliographiques. Il est recommandé d'utiliser les modèles {{Ouvrage}}, {{Chapitre}}, {{Article}}, {{Lien web}} et/ou {{Bibliographie}}. Le mode d'édition visuel peut mettre en forme automatiquement les références.
- Insérer une infobox (cadre d'informations à droite) n'est pas obligatoire pour parachever la mise en page.

Pour une aide détaillée, merci de consulter Aide:Wikification.
Si vous pensez que ces points ont été résolus, vous pouvez retirer ce bandeau et améliorer la mise en forme d'un autre article.
Sergueï Vladimirovitch Youferov (en russe : Сергей Владимирович Юферов ; né en 1865 à Odessa) était un compositeur et pianiste russe (ukrainien).
Youferov a étudié avec Alexandre Glazounov et Nikolai Klenovsky au Conservatoire de Saint-Pétersbourg, puis avec Nikolai Hubert  et Herman Laroche à Moscou.

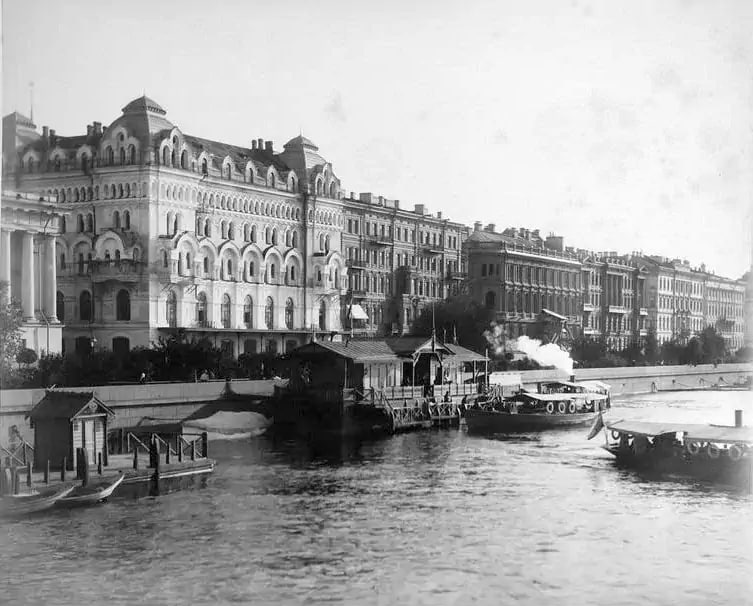
Théâtre Panaïevsky sur le quai de l'Amirauté à Saint-Pétersbourg

Le 29 janvier 1893 est créé au Théâtre Panaïevsky de Saint Petersbourg, par la troupe privée de l'entrepreneur Zazouline son opéra Yolande, sur le même sujet et avec le même titre que le Yolande de Tchaikovsky créé seulement 8 semaines plus tôt dans la même ville.
Youferov était actif en Suisse en 1906 et serait décédé en 1927 à l'âge de 61 ou 62 ans à Kharkiv.

## Catalogue de ses œuvres
Opéra
- Myrrha (Мирра), opéra en 4 actes, opus 21 (1891) ; sur un livret du compositeur
- Yolande (Иоланда), Opéra en 2 actes, op. 22 (1893) ; sur un livret du prince Dimitri Petrovitch Golitsine
- Antoine et Cléopatre (Антоний и Клеопатра), opéra en 4 actes avec prologue, opus 24 (1899–1900) ; livret du compositeur d'après la pièce de William Shakespeare

Œuvres orchestrales
- Marche funèbre, Op. 7 n°4 ; version originale pour piano seul
- Moussia s'amuse, Suite de scènes d'enfant, Op. 18 ; aussi pour piano solo
- Scènes et danses, Op. 27
- Rêverie orientale, Fantaisie, Op. 28 n ° 1 (publié en 1901)
- Barcarolle "Sur l'eau", Op. 28 n°2
- Symphoniette en ut majeur, opus 29 (publiée en 1901)
- Fantaisie algérienne, Op. 40 ; aussi pour piano solo
- Fantaisie funèbre « à la mémoire d'un héros de 1905 », Op. 42
- Élégie, Adagio symphonique, Op. 48
- Suite de ballet, Op. 49

Œuvres concertantes
- Fantaisie de concert en si bémol mineur pour violon et orchestre, op. 34
- 2 Pièces, Op. 43 (1910)

1. Chant du Cygne en mi mineur pour violoncelle et orchestre
2. Mélancolie en ré mineur pour alto et orchestre

Musique de chambre
- 3 Romances (Три романса) pour violon et piano, op. 36

1. Ballade
2. Berceuse
3. Romance

- Suite pour 2 violons, alto, violoncelle, harmonium et piano, Op. 44

1. Introduction
2. Petite valse
3. Aveu
4. Paraphrase
5. Arabesque
6. Nocturne
7. Sérénade

- Trio pour piano en ut mineur, opus 52 (publié en 1913)

Œuvres pour piano
- 6 Arabesques, op. 1 (publié vers 1885)

1. Improvisation
2. Romance
3. Élégie en fa majeur
4. Intermezzo
5. Rêverie
6. Fileuse

- Théâtre des marionnettes, Suite fantastique, op. 2

1. Introduction
2. Arlequin
3. Rêve
4. Petit boursouflure
5. Espièglerie
6. Valse clochante
7. Polichinelle
8. La ronde de nuit
9. Amour de guignol
10. Marche des marionnettes

- 3 Nouvellettes, Op. 3

1. en do majeur
2. en mi majeur
3. en ré majeur

- Les soupirs, Nouvelle, Op. 7

1. Une nuit à Sorrente (Nocturne)
2. Intermezzo
3. Une nuit à Venise (Nocturne)
4. Marche funèbre; également orchestré

- 3 Nouvelles Nouvelles, Op. 9

1. en mi bémol majeur
2. en ré majeur
3. en sol mineur

- Entre petits et grands amis, 6 Feuilles d'Album, Op. 10

1. Boite à musique
2. Aveu
3. Mazurka
4. Petite valse
5. Question et réponse
6. Mélodie

- En famille, 6 Feuilles d'Album, Op. 12

1. Feuille d'album
2. Petite étude
3. Impatience
4. Charmeuse
5. Un conte
6. Caprice

- Mazurka-fantaisie, Op. 14
- Moussia s'amuse, Suite de scènes d'enfant, Op. 18 ; également orchestré
- 2 Impromptus, Op. 20

1. Rêverie
2. Valse

- Adoration des pasteurs, Op. 26
- Fantaisie-ballade en ré mineur, op. 37
- 6 Arabesques nouvelles, op. 39 (publié en 1909)

1. Chant triste
2. Rêverie douloureuse
3. Flânerie
4. Bagatelle
5. Après l'orage
6. Intimité

- Fantaisie algérienne, Op. 40 ; également orchestré
- Sonate-fantaisie en do mineur, op. 46 (publié en 1910)
- 6 Pièces pour bébé, op. 50

1. Rondo en sol majeur
2. Marche en ut majeur
3. Dumka en la mineur
4. Canzonetta en ut majeur
5. Scherzo en sol majeur
6. Nocturne en ré mineur

Œuvres vocales
- 6 Romances pour voix et piano, op. 3

1. Sur le lit d'une jeune fille
2. J'attends, envahi par l'anxiété
3. C'était le début du printemps ; aussi pour voix, violon et piano
4. Murmure, souffle timide
5. Avec une arme sur l'épaule ; aussi pour voix et orchestre
6. Tous les jours dans le jardin du harem

- 5 Romances et un duo, pour voix et piano, op. 4

1. Est-ce que tu dors ?
2. J'entends à nouveau ces sons
3. Tout est calme
4. Le bateau flotte ; paroles d'Apollon Maikov ; aussi pour voix et orchestre
5. Barcarolle ; aussi pour voix et orchestre
6. Lilia (duo)

- 3 Romances sur paroles de Fr. Coppée pour voix et piano, op. 6 ; paroles de François Coppée

1. Vous aurez beau faire
2. Quand vous me montrez une rose
3. Quand de la divine enfant

- 3 Romances sur paroles de Fr. Coppée pour voix et piano, op. 8 ; paroles de François Coppée

1. Je sais une chapelle
2. J'ai cherché dans la solitude
3. Dans le faubourg

- 3 Romances (Три Романсы) pour voix et piano ou orchestre, Op. 11

1. Courir après la vague
2. Le rossignol captivé par la rose
3. Obscurité et brouillard

- 5 Romances et un duo, pour voix et piano, op. 13

1. Mélodie juive ; aussi pour voix et orchestre
2. Ce n'est pas le printemps alors ; aussi pour voix et orchestre
3. Dors, enfant, endors-toi ; aussi pour voix et orchestre
4. Tes yeux noirs m'ont ruiné
5. Tu souffres à nouveau
6. Les nuages se sont rassemblés (duo)

- 5 Romances et un duo, pour voix et piano, op. 15

1. Ne demande pas
2. Bleu, propre ; aussi pour voix et orchestre
3. Le parfum des roses et du jasmin
4. De ma grande tristesse
5. Oiseaux, hirondelles, volent
6. Les étoiles pâles brillaient sur nous (duo)

- 3 Romances, pour voix et piano, op. 16

1. Le jour s'estompe ; aussi pour voix et orchestre
2. Feuilles d'automne
3. Mon cher ami, ne le croyez pas ; aussi pour voix et orchestre

- 3 Romances, pour voix et piano, op. 17

1. Les vagues s'assoupirent ; aussi pour voix et orchestre
2. Le cerisier des oiseaux a fleuri
3. Sur le balcon en fleurs au printemps

- 3 Romances, pour voix et piano ou orchestre, Op. 19

1. Oh, si c'est vrai que dans la nuit
2. Je suis ici Inesilla
3. A la fois prairie et champ

- 5 Romances,  pour voix et piano ou orchestre, op. 25

1. Au printemps
2. Il était une fois un vieux roi
3. Nuit au clair de lune
4. Élégie
5. Plaine Blanche

- 6 Romances, pour voix et piano ou orchestre, op. 30

1. Quand sans passion
2. Venez à moi
3. Chuchotement, respiration timide
4. Je suis resté immobile pendant un long moment
5. Prisonnier
6. Si tu aimes alors sans raison

- 5 Romances et un duo, pour voix et piano, op. 32 ; Nos 1 à 5 également pour voix et orchestre

1. Tu te souviens de Maria ?
2. Enfant, mes chansons
3. Mendiant aveugle
4. Je rêverai
5. Sérénade
6. Bonjour le printemps (duo)

- 6 Romances, pour voix et piano, op. 33 ; Nos 1 à 5 également pour voix et orchestre

1. Dans le brouillard des jours troublés
2. Dans le crépuscule du lagon silencieux
3. Rêves
4. La vie autour s'est endormie
5. Je suis désolé pour tout
6. Au moins quelque chose de nouveau (ballade plaisante)

- 3 Romances, pour voix et piano ou orchestre, Op. 47

1. Les roses
2. Ne me dis pas
3. Je dis au revoir aux rêves tristes mais chers

- 6 Poésies de Lermontoff pour voix et piano ou orchestre, Op. 51 ; paroles de Mikhaïl Lermontov

1. Un prince baigne en la mer son coursier
2. Ne pleure pas ma chère enfant
3. Sous le soleil au Daghestan sauvage
4. Non, ce n'est point ta beauté que j'aimais
5. Te souviens-il du jour si triste
6. Je chemine seul par la nuit sombre

- 7 Poésies dramatiques pour voix et piano ou orchestre, Op. 54

1. Fleurs de vallon
2. Nocturne
3. Sans toi
4. Il passe
5. L'infidèle
6. Rondelle de l'adieu
7. Au rouet

- Essais de musique religieuse pour voix et harmonium, op. 56

Œuvres chorales
- Notre Père pour chœur a cappella, op. 23
- Ilya Mouromets (Илья Муромец, Былина-кантата), Cantate-Byline pour solistes, chœur et orchestre, op. 31
- Nettoyons le yagada pour chœur a cappella, op. 38 n°1
- Rameurs pour chœur a cappella, op. 38 n°2